# Панцерверфер
Панцерверфер (на немски: Panzerwerfer) е името на две различни полуверижни установки за залпов огън използвани от Германия по време на Втората световна война. Двете машини са 150 мм Panzerwerfer 42 auf Selbstfahrlafette Sd.Kfz.4/1 (базирана на полуверижния Опел Maultier (от немски: муле)) и 150 мм Panzerwerfer 42 auf Schwerer Wehrmachtsschlepper. Някои модели имат монтирана картечница над мястото на шофьора.

## Разработка и производство
През януари 1942 г. Адолф Хитлер издава заповед за изработване на нова машина. Производството на Панцерверфер 42 модел Maultier (Sd.Kfz. 4/1) започва през април 1943 г. и е произвеждан до март 1945 г. Първите бойни тестове са проведени есента на 1943 г. Опел е основният производител на повечето компоненти, включително 3.6 литровия, 6-цилиндров двигател на Адам Опел. През годините на производство са произведени 300 Панцерверфер и 289 машини за пренасяне на муниции (на немски: Munitionkraftswagen) (Sd.Kfz. 4). Вторият вариант е същата машина, но без ракетната пускова установка. Панцерверфер разполага със 150 мм, 10 цевна пускова установка, която е способна да се върти на 270 градуса, позволява вертикално движение до 80 градуса и има монтиран оптичен мерник RA35. Екипажът е трима души – командир, който е също водач, радиооператор и стрелец.
Втората разновидност е базирана на Schwerer Wehrmachtsschlepper. На няколко машини са монтирани 150 мм пускови установки Nebelwerfer, но точният брой е неизвестен.
Ефективният обхван на ракетите на Панцерверфер е около 4000 – 6500 метра, максималния е по-малко от 7000 метра.

## Бойна служба
Панцерверфер участва в бойни действия на двата фронта, но за първи път е използван в Съветския съюз в края на 1943 г. Според някои източници няколко протитипа са тествани по време на боевете край Курск. Използван е за бомбардировка на големи райони, като към унищожителната мощ на ракетите се добавят психологични елементи – силен звук, пушек, шрапнели. След широкото използване на Източния фронт на 14 май 1944 г. оръжието е представено и на Западния фронт, във Франция.

## Оцелели
До днес са оцелели малък брой Панцерверфер 42. Най-добре запазеният е в танков музей в Сомюр, Франция. Възстановен е до работно състояние, като са използвани голям брой оригинални части, включително 150 мм пускова установка Nebelwerfer 41. Още една такава установка се намира в Кобленц, Германия.